# Municipio de Fraser (Minnesota)
El municipio de Fraser (en inglés: Fraser Township) es un municipio ubicado en el condado de Martin en el estado estadounidense de Minnesota. En el año 2010 tenía una población de 304 habitantes y una densidad poblacional de 3,21 personas por km².

## Geografía
El municipio de Fraser se encuentra ubicado en las coordenadas 43°43′15″N 94°33′44″O / 43.72083, -94.56222. Según la Oficina del Censo de los Estados Unidos, el municipio tiene una superficie total de 94.82 km², de la cual 94,21 km² corresponden a tierra firme y (0,65 %) 0,62 km² es agua.

## Demografía
Según el censo de 2010, había 304 personas residiendo en el municipio de Fraser. La densidad de población era de 3,21 hab./km². De los 304 habitantes, el municipio de Fraser estaba compuesto por el 98,36 % blancos, el 0,66 % eran afroamericanos, el 0,33 % eran amerindios, el 0,33 % eran de otras razas y el 0,33 % eran de una mezcla de razas. Del total de la población el 1,64 % eran hispanos o latinos de cualquier raza.